# Leopoldina Railway Football Club
O Leopoldina Railway Football Club foi um clube de futebol brasileiro de Vila Velha no Espírito Santo. A equipe do Bairro Paul foi fundada por ferroviários da Estrada de Ferro Leopoldina que deu nome ao clube. Disputou duas vezes o Campeonato Capixaba, em 1942 e 1943. Seu Estádio Gilson Teixeira Moreira hoje pertence a Prefeitura de Vila Velha e é utilizado por equipes amadoras da região de Paul e por escolinhas de futebol de base como a do Paul Futebol Clube que é tido como o clube dono da casa responsável pelo estádio que tem a ferrovia até os dias de hoje passando no terreno dentro da área do estádio.